# Mariene provincie West-Centraal Australisch Plat
De Mariene provincie West-Centraal Australisch Plat (58) (Engels: West Central Australian Shelf marine province) is een biogeografische provincie en ligt in het oosten van de Indische Oceaan in het Marien rijk Gematigd Australazië. De mariene provincie is vastgesteld door het World Wide Fund for Nature en The Nature Conservancy en is vernoemd naar het continentaal plat van westelijk Australië.
In het noorden grenst het gebied aan de mariene provincie Noordwest-Australische Plat (34) en in het zuiden aan de mariene provincie Zuidwestelijk Australische Plat (57).

## Geografie
De mariene provincie ligt voor de westkust van Australië.

## Biogeografie
Het gebied kent zeeleven dat houdt van gematigde temperaturen.

## Mariene ecoregio's
Deze mariene provincie bestaat uit 2 mariene ecoregio's:
- Mariene ecoregio Shark Bay (210)
- Mariene ecoregio Houtman (211)